# Аделаида (цвет)
«Аделаида» — устаревшее название красного оттенка лилового (фиолетового) цвета, встречающаееся в русской литературе. Особенно популярен этот цветовой эпитет был в первой половине XIX века.

## Характеристика

### Название
Название цвета произошло от женского имени, получившего известность в России после 1797 года, когда появилась песня Л. ван Бетховена «Аделаида» на стихи поэта-романтика Ф. Маттисона:
...Будет алый цветок расти из сердца,

Будет пышно цвести моя могила, 

Аделаида!..Фридрих фон Маттиссон (в переводе С. Заяицкого)

### Оттенок
В ряде источников цвет характеризуется как тёмно-синий, причём неясность сохраняется до сего времени.
Как пишет историк моды Раиса Кирсанова: «широта толкования этого цвета от красно-лилового до темно-синего в произведениях русской литературы той эпохи — довольно обычное явление, когда речь заходит о составных цветах, полученных на основе смешения синего и красного».
Цвет «Аделаида» неоднократно упоминается в произведениях русских писателей XIX века. Кирсанова указывает, что впервые название встречается в рассказе И. И. Панаева «Кошелёк» (1838): «У него был новый фрак цвета Аделаиды… красно-лиловый, и сукно самое тонкое по 25 р. аршин». Из других примеров: у И. С. Тургенева в рассказе «Контора» из «Записок охотника» (1847): «Одет он был в старенький, изорванный сюртук цвета аделаида»; у И. А. Гончарова в путевых очерках «Фрегат Паллада» (1858): «у кого гладкая серая или дикого цвета юбка, а у других синего, цвета adelaïde» — что относится к окраске официального костюма японского чиновника (хакамы).
Кирсанова указывает, что Панаев характеризует оттенок как красно-лиловый, а Гончаров — как синий, и по её мнению, верить надо версии Панаева, в частности потому, что он был щеголем и вел раздел моды в журнале «Современник». Кроме того, в оригинале песни на стихи Маттисона упоминается именно пурпурный цвет — нем. purpur Blättchen («пурпурный листок»). Кроме того, в других стихах Маттисона цвет пурпур наиболее часто сравнивается с грустным, меланхолическим настроением: «Мирты с зыбкими ветвями / Тонут в пурпурных лучах» («Элизиум». Пер. В. Жуковский, 1812).
В пьесе Гоголя «Игроки» (1842) герои ласково называют колоду карт «Аделаидой Ивановной», по мнению Кирсановой, это связано с цветом карточной «рубашки».
В 1967 году академик Алексеев подробно описывает употребление этого слова у Тургенева (в том числе в варианте «оделлоида»). Он придерживается мнения, что этот цвет — синий, ориентируясь на Гончарова. «Это цветовое обозначение изредка упоминалось в русской печати в 40—50-х годах, но затем забылось; объяснение, данное комментаторами академического издания, не соответствует действительности: имеется в виду не „светло-сиреневый“, но „темно-синий“ цвет» (…) Указание дано в статье Л. М. Грановской «Заметки об усвоении иноязычных цветообозначений в XVIII—нач. XIX в.» (…) Любопытно, что в немецком словаре иностранных слов Д. Зандерса слово фигурирует со ссылкой на немецкий перевод рассказа Тургенева, сделанный А. Видертом: «Adelaide, f. weibl. Name; auch: A. — Farbe, eine Art Blau»".